# Heulmeisje
Het Heulmeisje werd op 24 oktober 1976 door wandelaars dood gevonden bij de toenmalige parkeerplaats De Heul aan de A12 bij Maarsbergen. Haar identiteit is nooit vastgesteld. Het Heulmeisje had kastanjebruin haar en was 1.60 meter lang.

## Onderzoek
Lange tijd werd ervan uitgegaan dat het naakte, met bladeren bedekte lichaam, toebehoorde aan een circa 18-jarig vermist meisje uit een naburig dorp. Dat meisje meldde zich echter, inmiddels volwassen, in 2006 bij de politie.
Op grond van later onderzoek aan de groeischijven zou het Heulmeisje 13 à 15 jaar oud geworden zijn en dus geboren zijn tussen 1960 en 1964. Isotopenonderzoek aan haar en tanden wees uit dat het meisje haar eerste zeven levensjaren waarschijnlijk tussen het Ruhrgebied en de Eifel woonde. Rond 1975 moet het kind in de DDR of elders in Oost-Europa geweest zijn. Het jaar voorafgaand aan haar dood wordt uitgegaan van een verblijf in West-Duitsland of in Nederland. In dat jaar kreeg het meisje bijzonder eenzijdige voeding, wat kan wijzen op extreme armoede of een ontvoering.
In 2012 verklaarde een getuige, dat het meisje in 1976 door twee mannen van tussen de 30 en 40 jaar was "weggeworpen", iets dat bij veel mensen bekend zou zijn.
In 2013 besteedden zowel het programma Opsporing Verzocht als de Duitse variant Aktenzeichen XY ... ungelöst aandacht aan de zaak.
In 2016 gaf de Duitse justitie toestemming om een grootschalig DNA-verwantschapsonderzoek te starten. Het gaat hierbij om een Nederlands-Duitse samenwerking waarbij in de DNA-databanken van beide landen zal worden gezocht. Eind 2018 bevestigde de Utrechtse politie dat het DNA-onderzoek nog niet was gestart. In april 2022 werd bekendgemaakt dat het traject voor een DNA-verwantschapsonderzoek is gestart. Het onderzoek zal alleen in Nederland plaatsvinden, aangezien de Duitse wetgeving verwantschapsonderzoek niet toestaat. Een maand later werd bekend dat het onderzoek geen prioriteit krijgt en dus nog stil lag. In augustus 2023 bevestigde het Openbaar Ministerie dat er gestart werd met een DNA-verwantschapsonderzoek, nadat hiervoor goedkeuring was gegeven door de rechtbank. Het NFI had ook al opdracht gekregen om te starten met het onderzoek.
Op 10 mei 2023 lanceerde Interpol de campagne Identify Me, waarin aandacht gevraagd werd voor 22 ongeïdentificeerde vrouwenlichamen uit Nederland, België en Duitsland. Hoewel de zaak van het Heulmeisje inmiddels al verjaard was, was zij 1 van de 9 Nederlandse zaken in deze campagne.